# Kossen
Kossen is een plaats in de Duitse gemeente Jesewitz, deelstaat Saksen.